# Совет национальной безопасности Республики Корея
Совет национальной безопасности Республики Корея (кор. 대한민국 국가안전보장회의?, 國家安全保障會議?; англ. National Security Council, NSC) — возглавляемый и созываемый Президентом Республики Корея консультативный орган, созданный с целью получения Президентом советов по национальной безопасности.